# Logan (Dakota Północna)
Logan – jednostka osadnicza w Stanach Zjednoczonych, w stanie Dakota Północna, w hrabstwie Ward.